# تاوه

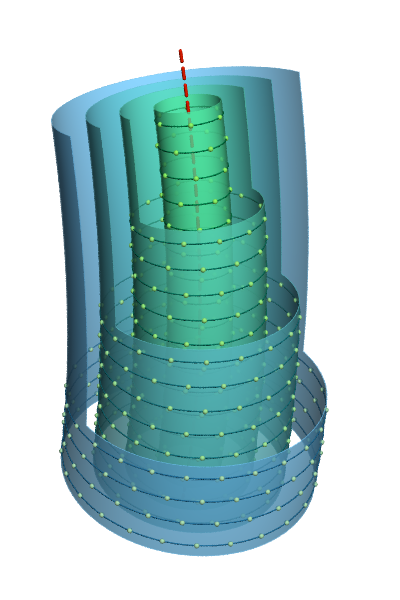
مسیر حرکت ذره‌ها در شاره (خط‌چین) در یک تاوه ایدئال (ر.ک. پویانمایی)

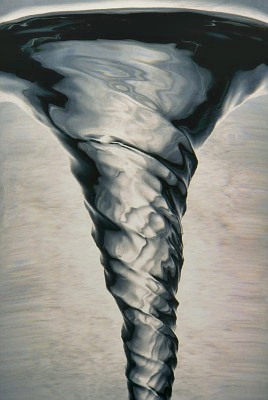
تاوه خروجی سینک ظرف‌شویی

در دینامیک شاره‌ها، یک تاوه (به انگلیسی: vortex) یک ناحیه درون شاره که جریان شاره بیشتر چرخشی حول محور فرضی است که می‌تواند مستقیم یا منحنی باشد، مسیر حرکت جریان تاوه‌ای نامیده می‌شود. واژه تاوه شکلی از واژه تابه به معنی پیچ‌وتاب‌دار است. به تاوه، پیچاب و گردابه‌ها هم گفته‌اند.
تاوه‌ها در شاره‌های در حال تکان خوردن تشکیل می‌شوند مایع‌ها، گازها، و پلاسماها. چند مثال معروف آن حلقه‌های دود، گرداب‌ها، توفندها، پیچندها و تنوره دیو هستند. همچنین تاوه‌ها معروف‌ترین نشانه جو مشتری هستند.
بعد از تشکیل تاوه‌ها آنها می‌توانند خم‌شده، حرکت کنند، یا تغییر شکل دهند.

## دیگر
- Wikipedia contributors, "Vortex," Wikipedia, The Free Encyclopedia, http://en.wikipedia.org/w/index.php?title=Vortex&oldid=608203825 (accessed July 25, 2014).
- Loper, David E. (November 1966). An analysis of confined magnetohydrodynamic vortex flows (PDF) (NASA contractor report NASA CR-646). Washington: National Aeronautics and Space Administration. LCCN 67-60315.
- Batchelor, G.K. (1967). An Introduction to Fluid Dynamics. Cambridge Univ. Press. Ch. 7 et seq. ISBN 978-0-521-09817-5.
- Falkovich, G. (2011). Fluid Mechanics, a short course for physicists. Cambridge University Press. ISBN 978-1-107-00575-4.
- Clancy, L.J. (1975). Aerodynamics. London: Pitman Publishing Limited. ISBN 0-273-01120-0.
- de La Fuente Marcos, C.; Barge, P. (2001). "The effect of long-lived vortical circulation on the dynamics of dust particles in the mid-plane of a protoplanetary disc". Monthly Notices of the Royal Astronomical Society. 323 (3): 601–614. doi:10.1046/j.1365-8711.2001.04228.x. ISSN 0035-8711.